# Karrier
Karrier – dawne brytyjskie przedsiębiorstwo zajmujące się produkcją samochodów użytkowych. Istniało w latach 1904-1979.
Zostało założone w 1904 roku i początkowo istniało pod nazwą Clayton and Company. W 1920 roku przemianowano je na Karrier Motors Ltd. Wyspecjalizowało się w produkcji samochodów ciężarowych, użytkowych, autobusów, a w połowie II wojny światowej także trolejbusów. Dział trolejbusów został po II wojnie światowej sprzedany najpierw firmie Brockhouse Ltd. a potem przeszedł do innego brytyjskiego producenta aut - Guy. Podczas II wojny światowej Karrier produkował także ciągniki artyleryjskie KT4 i samochody pancerne Humber Armoured Car.
W 1934 roku spółka została włączona do koncernu Rootesa wraz z firmą Commer. Pod marką Karrier produkowano cięższe pojazdy ciężarowe a Commer lekkie półciężarówki oraz mniejsze pojazdy użytkowe. Od lat dwudziestych w zakładach Karrier montowano także modele Dodge koncernu Chryslera. W latach siedemdziesiątych europejski oddział tego amerykańskiego koncernu - Chrysler Europe kupił zakłady Rootesa, w tym markę Karrier. Po zakupie europejskiego oddziału Chryslera przez Peugeota zakłady Karrier przeszły w ręce innej francuskiej firmy - Renault.

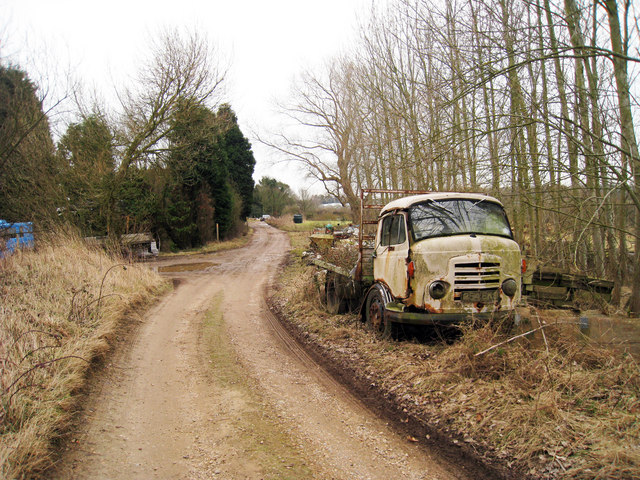
Wrak modelu Bantam (2009 Anglia)
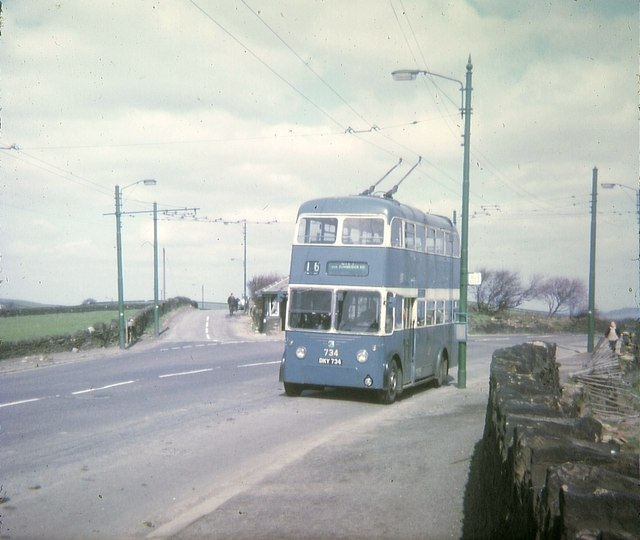
Trolejbus Karrier na ulicy Stoney Lane w Bradford (1969)